# Schaarbeweging
De schaarbeweging of kortweg de schaar is een schijn- of passeerbeweging in het voetbal, die bedoeld is om de tegenstander op het verkeerde been te zetten, waarna hij gepasseerd kan worden.
De beweging wordt uitgevoerd door te doen alsof de bal met de buitenkant van de ene voet meegenomen wordt, maar dan het been over de bal heen of achter de bal langs te bewegen. Vervolgens wordt de bal met de buitenkant van de andere voet meegenomen.
Eerste toepasser van de schaarbeweging was Law Adam en niet zoals velen denken Piet Keizer. Keizer zelf noemde Willy Schmidt als zijn voorbeeld in deze passeerbeweging.
Piet Keizer perfectioneerde deze beweging door de schaar repetitief te maken. Dat wil zeggen de enkele schaar twee keer achter elkaar toe te passen, de tegenstander in verwarring achterlatend. Deze beweging wordt de dubbele schaar genoemd. De dubbele schaar is voor het eerst toegepast door Piet Keizer met als inspiratie de enkele schaar van Willy Schmidt. 